# 克拉克斯維爾 (德克薩斯州)
克拉克斯維爾（英語：Clarksville）是一個位於美國德克薩斯州紅河縣的城市。根據2010年美國人口普查，該地共人口3285人，而該地的面積約為7.70平方千米。同時該地也是紅河縣的縣治。

## 地理
克拉克斯維爾的座標為33°36′40″N 95°03′09″W / 33.61111°N 95.05250°W，而該地的平均海拔高度為125米（即410英尺）。